# Paraleptomenes guichardi
Paraleptomenes guichardi är en stekelart som beskrevs av Giordani Soika 1995. Paraleptomenes guichardi ingår i släktet Paraleptomenes och familjen Eumenidae. Inga underarter finns listade i Catalogue of Life.